# Ultrashape
Ultrashape is een medische behandelmethode waarbij met behulp van gebundeld ultrasoon geluid vetcellen worden vernietigd onder de huid. De methode is bedoeld als een niet-invasieve alternatieve methode voor liposuctie.

## Techniek
De behandelmethode is gebaseerd op hetzelfde medisch principe als niersteenvergruizing (lithotripsie). Ultrasone geluidsgolven in de frequentiezone rond de 250 kHz worden op een klein focuspunt geconcentreerd. Dit focuspunt ligt 1,5 cm onder de huid. Op de plaats waar de geluidspulsen in het focuspunt samenkomen, veroorzaakt het gecombineerd mechanisch en thermisch energieniveau een zodanige schade aan de vetcellen, dat de celmembranen scheuren. Overig weefsel, bloedvaten en zenuwen zouden bij deze specifieke frequentie en amplitude volledig intact blijven. De fabrikant van het gebruikte apparaat beweert dat er geen bijwerkingen zijn. Er is echter nog maar heel weinig wetenschappelijk onderzoek gedaan naar het effect en de veiligheid van de techniek. In een Spaans onderzoek werden dertig patiënten in de loop van drie maanden driemaal behandeld. Plaatselijk werd de vetlaag enige centimeters dunner. Het totale lichaamsgewicht veranderde bij deze proefpersonen niet, waardoor is aangetoond dat het omvangverlies veroorzaakt is door de behandeling en niet doordat de proefpersonen zijn afgevallen. De techniek wordt vooralsnog vooral gepropageerd door cosmetisch chirurgen die zich bezighouden met het plaatselijk veranderen van de lichaamscontour.

## Herstelfase na behandeling
In tegenstelling tot liposuctie is deze behandelmethode pijnloos en vergt voor de patiënt geen merkbaar herstel. Het vernietigde celmateriaal komt vrij in de interstitiële vloeistof en bestaat voornamelijk uit triglyceriden. Deze wordt via het lymfestelsel afgevoerd naar het bloed. De triglyceriden worden volgens de fabrikant in de lever afgebroken in glycerol en vetzuren en gemetaboliseerd. Aangezien per behandeling tot maximaal een halve liter vetmateriaal verdwijnt gaat dit niet gepaard met significant gewichtsverlies, doch uitsluitend met significant omvangverlies. Dit proces kan (afhankelijk van de mate van doorbloeding van het weefsel), twee tot vier weken in beslag nemen.